# Индра (болото)
Индра — болото на территории Тавдинского городского округа и Таборинского муниципального района Свердловской области, Россия.

## Географическое положение
Болото Индра расположено на границе муниципальных образований «Тавдинского городского округа» и Таборинского муниципального района Свердловской области, между рекой Икса (левый приток реки Тавда) и рекой Карабашка (левый приток реки Тавда), пересекает реку Белая (правый приток реки Карабашка). Болото площадью 880 км². В части труднопроходимо, а в центральной части непроходимое, глубиной свыше 2 метров. Болото примыкает к озерам Большая Индра, Малая Индра, Тумба, Ваганово, Чебаркуль, Тяпкино, Парти и Нюрма.

## Описание
На существенной части болота — березовое редколесье.